# Josep Maria Soler Vicens
Josep Maria Soler Vicens   (Barcelona, 16 de novembre de 1943 - Mataró, 14 de maig de 2006) és un exjugador de bàsquet català. És el pare del també basquetbolista professional Jordi Soler.

## Trajectòria
S'inicia al món del bàsquet al Col·legi Santa Anna del seu Mataró natal. Amb 15 anys, en edat juvenil és fitxat pel planter de l'UE Mataró, on coincideix amb Joan Martínez. Dos anys després, amb 17 anys és pujat al primer equip per Antoni Serra, mític entrenador mataroní, allà hi jugaria fins a l'any 1966, any en què fitxa pel Picadero Jockey Club, equip que a base de talonari va aconseguir formar una gran plantilla, amb la intenció de plantar cara al Reial Madrid de Bàsquet i el FC Barcelona. A l'equip presidit per Joaquín Rodríguez hi coincideix amb José María Soro, Chus Codina, Lorenzo Alocén i Miguel Albanell, entre d'altres, aconseguint en els cinc anys que va estar una Copa el 1968 contra el Joventut, i multitud de subcampionats. El 1971 fitxa pel FC Barcelona, i juga a l'equip culer fins als 30 anys. Després juga amb el CB Breogan, donant-se la curiosa circumstància que l'any en què va militar a l'equip de Lugo, ell seguia vivint a Barcelona, i únicament el seu vincle amb l'equip era el desplaçar-se per jugar els partits. Els seus darrers anys en actiu van ser unes anades i vingudes entre el Bàsquet Manresa i l'UE Mataró, equip on va finalitzar la seva carrera sent entrenador-jugador.

## Vida personal
Juntament amb el seu fill Jordi Soler és una de les quatre nissagues, pare i fill, a ser internacionals per Espanya. Les altres tres són Pepe Laso i Pablo Laso i Josep Maria Jofresa i els seus dos fills Rafael Jofresa i Tomás Jofresa i José Manuel Beirán i Javier Beirán.